# Teodor Meleșcanu
Teodor Viorel Meleșcanu (né le 10 mars 1941 à Brad), est un homme politique roumain. Il est ministre des Affaires étrangères entre 1992 et 1996, de la Défense de 2007 à 2008, puis de nouveau des Affaires étrangères en novembre 2014 et de 2017 à 2019. Il est ensuite élu président du Sénat.

## Biographie

### Formation
Teodor Meleșcanu est diplômé en droit (1964) et en relations internationales (1966) de l'université de Bucarest. Il a plus tard étudié en Suisse où il a obtenu en 1973 un doctorat en science politique et droit international de l'université de Genève.

### Parcours académique
Il a été professeur à la faculté des sciences politiques de l'université de Bucarest entre 1994 et 2010. Il a publié de nombreux articles sur la science politique et les relations internationales. Son départ a été présenté par certains comme un licenciement pour des raisons politiques.

### Carrière diplomatique
Teodor Meleșcanu entre en 1966 dans la carrière diplomatique au sein du ministère des Affaires étrangères, au sein de la Direction juridique des traités. Il occupe ce poste jusqu'en 1970, puis exerce successivement diverses fonctions et gravit peu à peu les échelons.
Entre 1970 et 1978, il est troisième secrétaire du département des Organisations internationales et du Désarmement. Entre 1978 et 1985, il est deuxième secrétaire de la délégation permanente de la Roumanie aux Nations Unies. Entre 1985 et 1990, il est premier secrétaire du département de la Sécurité internationale et du Désarmement.
D’août 1990 à mai 1991, il est sous-secrétaire d'État aux relations avec l'Amérique latine, l'Asie et l'Afrique, avec le grade de conseiller diplomatique.
Entre mai 1991 et novembre 1992, il est secrétaire d'État auprès du ministre des Affaires étrangères. Il obtient le grade d'ambassadeur.

### Parcours politique

#### Ministre des Affaires étrangères (1992-1996)
Entre novembre 1992 et décembre 1996, Teodor Meleșcanu est ministre des Affaires étrangères dans le gouvernement Văcăroiu.

#### Sénateur (1996-2000 et 2004-2008)
En novembre 1996, Teodor Meleșcanu est élu sénateur dans la circonscription de Prahova (30e circonscription). Il appartient au groupe parlementaire du Parti de la social-démocratie en Roumanie (PSD) jusqu'en juin 1997, date à laquelle il quitte le parti et siège comme sénateur non inscrit. Il est membre de la commission parlementaire des Affaires étrangères. Jusqu'en novembre 1997, il participe à la délégation roumaine à l'Assemblée parlementaire du Conseil de l'Europe. Candidat à l'élection présidentielle de 2000, il remporte 1,9 % des suffrages exprimés au premier tour.
Le 17 février 2004, Teodor Meleșcanu est élu sénateur pour le Parti national libéral dans la circonscription de Prahova (désormais 31e circonscription). Il appartient au groupe parlementaire de l'Alliance libérale.
Il est vice-président du Sénat pendant la session parlementaire de février-septembre 2007.
Entre octobre 2005 et avril 2007, il est membre de la commission parlementaire à la Justice (commission « nominations, discipline, immunités et validations »). Il est ensuite membre de la commission parlementaire des Affaires étrangères. Il participe aux groupes parlementaires d'amitié avec l'Albanie et avec l'Algérie.

#### Ministre de la Défense (2007-2008)

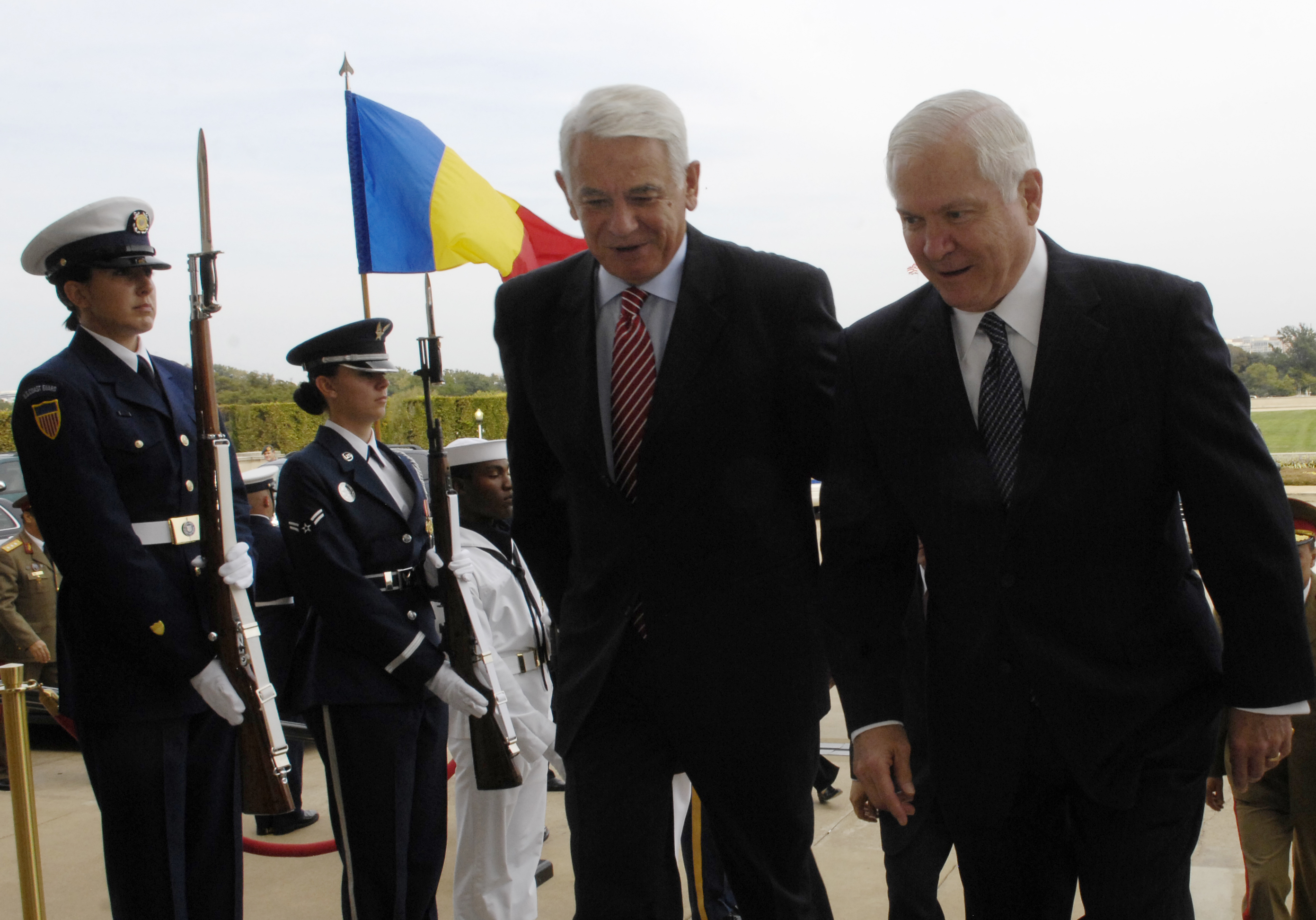
Teodor Meleșcanu avec Robert Gates, en septembre 2008.

Le 5 avril 2007, Teodor Meleșcanu est nommé ministre de la Défense dans le gouvernement Popescu-Tăriceanu II.
Le 16 janvier 2008, il est nommé ministre de la Justice à titre intérimaire jusqu'au 29 février, dans un contexte de crise politique entre le Président et le Premier ministre sur la nomination de Norica Nicolai à ce poste. Il cumule cette fonction avec celle de ministre de la Défense.
En octobre 2007, Teodor Meleșcanu effectue une visite officielle de trois jours en Arménie. Il préconise un renforcement des relations bilatérales entre la Roumanie et l’Arménie, notamment dans le domaine militaire, et un rapprochement de cette dernière avec l'OTAN. Un plan de coopération est prévu pour l’année 2008 qui inclut un renforcement de la base juridique permettant une action commune, ainsi qu'une coordination de la formation et de l’entraînement du personnel militaire.
Le 20 novembre 2007, pendant la conférence intergouvernementale qui prépare le traité de Lisbonne, il déclare que le futur traité représente un progrès en matière de défense européenne. Il réaffirme son engagement à inclure la Roumanie dans l'Europe de la défense, et sa conviction que les États membres peuvent donner l'impulsion politique nécessaire au bon fonctionnement des institutions européennes. Il déclare : « Nous avons besoin d'une politique de sécurité et de défense commune, et le nouveau traité qui sera adopté à Lisbonne et que nous espérons voir ratifié représente une avancée importante. »
En juin 2008, Teodor Meleșcanu annonce que la Roumanie ne participera pas à l’opération militaire conduite par l’Union européenne au Tchad, EUFOR Tchad, car le pays souhaite réduire sa présence militaire internationale. Teodor Meleșcanu déclare : « Nous sommes à la limite de nos possibilités et nous n’avons pas pour l’instant la possibilité de nous impliquer dans un théâtre d’opération. »
Teodor Meleșcanu quitte ses fonctions en décembre 2008, après les élections législatives du 30 novembre qui ont conduit à la formation du gouvernement Boc I.

#### Sénateur (2008-2012)
Teodor Meleșcanu est réélu sénateur en 2008, à nouveau dans la circonscription de Prahova. Il est vice-président du Sénat à partir de septembre 2010.
Teodor Meleșcanu préside la commission parlementaire de la Défense au Sénat. Il est membre de la délégation roumaine à l'Assemblée parlementaire de l'OTAN. Il participe aux groupes parlementaires d'amitié avec l'Égypte, la France, la Géorgie et l'Iran.
Le 4 février 2010, Teodor Meleșcanu s'associe au président Traian Băsescu pour accepter la proposition américaine d'installer un bouclier antimissiles sur le sol roumain. L'administration Obama avait abandonné en septembre 2009 le projet de bouclier antimissiles en Pologne et en Tchéquie, et proposé à la place d'installer dans les Balkans des missiles terrestres SM-3, afin de contrer la menace nucléaire iranienne sans paraître provocant aux yeux de la Russie. Teodor Meleșcanu déclare : « Le projet de bouclier antimissile a été modifié avec l'administration Obama et a créé les conditions pour la Roumanie de participer à ce projet, auquel seront associés la Russie et d'autres pays de l'OTAN. La décision de participation de notre pays à ce programme aura l'appui du Parlement. »
En juin 2010, Teodor Meleșcanu dirige les travaux du Sénat sur le Rapport sur la stratégie de défense présenté au Parlement par le président Traian Băsescu,. Il met en garde contre le risque d'atteintes à la liberté de la presse que constituent certaines propositions du rapport visant à lutter contre les campagnes de presse contre les représentants de l'État. Teodor Meleșcanu affirme néanmoins que le rapport est globalement satisfaisant : « C'est un document intéressant, avec une vision moderne de la défense et de la sécurité, mais avec les défauts inhérents à tout document de première main. Même s'il a été retravaillé, des améliorations substantielles peuvent encore être apportées, sur le fond et sur la forme. »
En octobre 2010, Teodor Meleșcanu demande que soient inclus dans les priorités de la stratégie de défense la lutte contre les écoutes illégales et l'espionnage des courriers électroniques. Il déclare : « Une des sources de vulnérabilité les plus importantes est l'enregistrement illégal des conversations électroniques, l'interception des courriers postaux et des courriers électroniques, et des conversations privées en général. Cette vulnérabilité devrait être un sujet d'intérêt et de préoccupation majeur pour le gouvernement roumain et notre stratégie de défense. »
Teodor Meleșcanu souligne également la question du financement de la Défense, qui est insuffisamment abordée dans le rapport de l'exécutif. « Il est difficile de discuter d'une stratégie de défense qui ne définit pas clairement les moyens à fournir pour son accomplissement. Elle ne contient pas un mot sur la mauvaise gouvernance ou sur les réductions de salaire, et aucune ressource supplémentaire n'est accordée pour le futur système de défense, d'ordre public et de sécurité. Dans ces conditions, on voit mal quelle est la crédibilité de cette stratégie ». Il annonce que les sénateurs vont proposer au président des amendements sur la stratégie de défense.
Le 23 novembre 2010, Teodor Meleșcanu annonce l'audition imminente du ministre de l'Intérieur Traian Igaș après la révélation d'un scandale de corruption de la police dans la ville de Piatra Neamț. Le ministre de l'Intérieur a annoncé le même jour le licenciement du chef de la police Drum Peter et du secrétaire d'État à la police Dan Fatuloiu.
Le 1er décembre 2010, Teodor Meleșcanu critique l'attitude de l'armée lors de la parade militaire célébrant la fête nationale, qui constitue « une violation du protocole sur les honneurs militaires ». Pendant la cérémonie, les honneurs ont été rendus au Premier ministre Emil Boc ; or le protocole prévoit qu'en l'absence du président, ils auraient dû être rendus au président du Sénat Mircea Geoană. Cet incident survient au cours d'une cohabitation difficile entre le gouvernement et le Parlement. Pour Teodor Meleșcanu, il s'agit d'un mauvais signal donné par le gouvernement, qui risque de déboucher sur une crise politique.
Teodor Meleșcanu participe à la commission mixte de la Chambre des députés et du Sénat pour la révision constitutionnelle. Le 27 août 2010, son parti, le Parti national libéral, propose la suppression de la Cour constitutionnelle. Ses pouvoirs seraient transférés à la Cour de cassation, qui est composée de juges indépendants alors que la Cour constitutionnelle est composée de personnalités issues du monde politique. Le député européen Cristian Preda répond à cette proposition sur son blog en ironisant sur le fait que Meleșcanu avait quelques mois auparavant été candidat au poste de juge constitutionnel, qu'il n'avait pas obtenu. Il déclare :  « J'espère que le parti libéral ne va pas demander l'abolition de toutes les institutions dont il a perdu l'élection ».

#### De l'Alliance pour la Roumanie au PNL
En 1997, Teodor Meleșcanu crée le parti Alliance pour la Roumanie avec d'autres membres du Parti social-démocrate (PDSR), qu'il préside jusqu'en mars 2001.
En janvier 2002, l'Alliance pour la Roumanie fusionne avec le Parti national libéral (PNL). Teodor Meleșcanu devient le premier vice-président du nouveau Parti national libéral ainsi formé.

#### Élection présidentielle de 2014
Il se présente, en tant que candidat indépendant, à l'élection présidentielle du 2 novembre 2014. Il arrive neuvième du premier tour, sur 14 candidats, avec 1,09 % des suffrages exprimés.

#### Retour aux Affaires étrangères (2014 et 2017)
Huit jours plus tard, le 10 novembre 2014, il est nommé pour la deuxième fois au poste de ministre des Affaires étrangères, dans le troisième gouvernement de coalition de centre gauche de Victor Ponta. Il succède ainsi à Titus Corlățean, contraint à la démission après les protestations issues de la diaspora roumaine concernant l'organisation du scrutin présidentiel. Mais Teodor Meleșcanu renonce à sa fonction dès le 18 novembre, deux jours après le second tour de l'élection présidentielle, qui connaît les mêmes problèmes d'organisation et consacre la victoire du libéral Klaus Iohannis sur Ponta.
Il rejoint ensuite l'Alliance des libéraux et démocrates (ALDE), le nouveau parti de centre droit fondé en juin 2015 par Călin Popescu-Tăriceanu et Daniel Constantin.
Réélu sénateur au cours des élections sénatoriales du 11 décembre 2016, Teodor Meleșcanu est désigné ministre des Affaires étrangères le 4 janvier 2017, à 75 ans, dans le gouvernement de coalition de centre gauche du Premier ministre social-démocrate Sorin Grindeanu.

### Vie privée
Il a été marié à la juriste et journaliste de télévision Felicia Meleșcanu jusqu’au décès de celle-ci en janvier 2004. Il est père d'une fille.